# CEV Champions League 2017-2018 (femminile)
La CEV Champions League 2017-2018 si è svolta dal 17 ottobre 2017 al 6 maggio 2018: al torneo hanno partecipato ventisei squadre di club europee e la vittoria finale è andata per la quarta volta, la seconda consecutiva, al VakıfBank.

## Formula

### Sistema di qualificazione
Hanno potuto partecipare alla CEV Champions League 2017-18 una squadra per ogni federazione nazionale che ne ha fatto richiesta. In base al Ranking CEV, basato sui risultati delle ultime tre edizioni delle competizioni europee, alcune federazioni hanno potuto beneficiare di più squadre partecipanti all'interno della competizione. In particolare:
- 3 squadre:  Polonia,  Russia e  Turchia
- 2 squadre:  Francia e  Italia

In definitiva hanno partecipato ventisei squadre per un totale di diciotto federazioni rappresentate.

### Regolamento
Le fasi di inizio nel torneo per le varie squadre sono state stabilite in base al ranking CEV.
Le squadre hanno disputato un secondo turno con gare di andata e ritorno: le sei vincitrici hanno acceduto al terzo turno. Il terzo turno si è disputato con gare di andata e ritorno: le quattro vincitrici hanno acceduto alla fase a gironi. La fase a gironi si è disputata con formula del girone all'italiana: al termine di questa fase la prima classificata di ogni girone e le due migliori seconde classificate (se tra queste è la squadra organizzatrice della Final Four, già qualificata alle semifinali, si è qualificata la terza migliore seconda classificata) hanno acceduto alla fase successiva disputata con play-off a 6, giocati con gare di andata e ritorno (nei primi tre turni e nei play-off a 6, coi punteggi di 3-0 e 3-1 sono stati assegnati 3 punti alla squadra vincente e 0 a quella perdente, col punteggio di 3-2 sono stati assegnati 2 punti alla squadra vincente e 1 a quella perdente; in caso di parità di punti dopo le due partite è stato disputato un golden set), semifinali, finale per il terzo posto e finale.
Le squadre sconfitte al primo, al secondo e al terzo turno hanno acceduto alla Coppa CEV 2017-18.

### Criteri di classifica
Se il risultato finale è stato di 3-0 o 3-1 sono stati assegnati 3 punti alla squadra vincente e 0 a quella sconfitta, se il risultato finale è stato di 3-2 sono stati assegnati 2 punti alla squadra vincente e 1 a quella sconfitta.
L'ordine del posizionamento in classifica è stato definito in base a:
- Punti;
- Numero di partite vinte;
- Ratio dei set vinti/persi;
- Ratio dei punti realizzati/subiti.

## Squadre partecipanti
| - Asterix Avo - Minčanka - Jedinstvo Brčko - Marica - Viesti Salo - ASPTT Mulhouse - Le Cannet | - Hapoël Kfar Saba - AGIL - Imoco - Sliedrecht - Budowlani Łódź - Chemik Police - Developres Rzeszów | - Prostějov - Alba-Blaj - Dinamo-Kazan - Dinamo Mosca - Enisej - Vizura - Branik | - Volero Zurigo - Fenerbahçe - Galatasaray - VakıfBank - Békéscsabai |

## Torneo

### Secondo turno

#### Andata
| 17 ottobre 2017 Green Hall, Kfar Saba Durata: 2h:00 - Spettatori: 800                   | Hapoël Kfar Saba | 1 - 3 | Developres Rzeszów | 20-25, 28-30, 32-30, 13-25        |
| 17 ottobre 2017 Városi Sportcsarnok, Békéscsaba Durata: 0h:59 - Spettatori: 1 250       | Békéscsabai      | 0 - 3 | Imoco              | 4-25, 10-25, 17-25                |
| 21 ottobre 2017 Palazzetto dello Sport Uruchje, Minsk Durata: 2h:10 - Spettatori: 1 250 | Minčanka         | 3 - 2 | Le Cannet          | 25-21, 25-12, 21-25, 22-25, 18-16 |
| 17 ottobre 2017 Sporthal de Stoep, Sliedrecht Durata: 2h:13 - Spettatori: 875           | Sliedrecht       | 3 - 2 | Asterix Avo        | 25-19, 25-23, 24-26, 23-25, 15-13 |
| 19 ottobre 2017 Kolodruma, Plovdiv Durata: 1h:50 - Spettatori: 1 500                    | Marica           | 3 - 1 | Viesti Salo        | 25-18, 25-20, 23-25, 25-21        |
| 17 ottobre 2017 Sportska Dvorana Magnet, Brčko Durata: 1h:16 - Spettatori: 800          | Jedinstvo Brčko  | 0 - 3 | Branik             | 17-25, 13-25, 22-25               |

#### Ritorno
| 21 ottobre 2017 Hala Podpromie, Rzeszów Durata: 1h:14 - Spettatori: 850              | Developres Rzeszów | 3 - 0 | Hapoël Kfar Saba | 25-21, 25-19, 25-15                          |
| 21 ottobre 2017 PalaVerde, Villorba Durata: 1h:06 - Spettatori: 3 030                | Imoco              | 3 - 0 | Békéscsabai      | 25-11, 25-10, 25-15                          |
| 17 ottobre 2017 Palais des Victoires, Cannes Durata: 2h:28 - Spettatori: 2 250       | Le Cannet          | 2 - 3 | Minčanka         | 22-25, 27-25, 25-22, 26-28, 13-15            |
| 21 ottobre 2017 Edugo Topsporthal, Gand Durata: 1h:49 - Spettatori: 954              | Asterix Avo        | 1 - 3 | Sliedrecht       | 25-13, 24-26, 21-25, 17-15                   |
| 25 ottobre 2017 Salohalli, Salo Durata: 2h:08 - Spettatori: 849                      | Viesti Salo        | 3 - 1 | Marica           | 14-25, 25-22, 26-24, 25-19 Golden set: 12-15 |
| 21 ottobre 2017 Športna Dvorana Ljudski Vrt, Maribor Durata: 1h:11 - Spettatori: 300 | Branik             | 3 - 0 | Jedinstvo Brčko  | 25-17, 25-21, 25-16                          |

#### Squadre qualificate
- Minčanka
- Marica
- Imoco
- Sliedrecht
- Developres Rzeszów
- Branik

### Terzo turno

#### Andata
| 7 novembre 2017 Palazzetto dello Sport Uruchje, Minsk Durata: 1h:22 - Spettatori: 1 500 | Minčanka   | 0 - 3 | VakıfBank          | 17-25, 20-25, 27-29               |
| 7 novembre 2017 Kolodruma, Plovdiv Durata: 2h:11 - Spettatori: 1 500                    | Marica     | 2 - 3 | Enisej             | 25-21, 25-18, 22-25, 20-25, 14-16 |
| 7 novembre 2017 Športna Dvorana Ljudski Vrt, Maribor Durata: 2h:02 - Spettatori: 300    | Branik     | 1 - 3 | Developres Rzeszów | 22-25, 25-23, 23-25, 22-25        |
| 7 novembre 2017 Sporthal de Stoep, Sliedrecht Durata: 1h:16 - Spettatori: 1 075         | Sliedrecht | 0 - 3 | Imoco              | 15-25, 23-25, 21-25               |

#### Ritorno
| 11 novembre 2017 VakıfBank Spor Sarayı, Istanbul Durata: 1h:15 - Spettatori: 1 100 | VakıfBank          | 3 - 0 | Minčanka   | 25-21, 25-16, 25-16                                 |
| 11 novembre 2017 Arena Sever, Krasnojarsk Durata: 2h:20 - Spettatori: 2 500        | Enisej             | 2 - 3 | Marica     | 25-20, 25-19, 22-25, 25-27, 12-15 Golden set: 11-15 |
| 11 novembre 2017 Hala Podpromie, Rzeszów Durata: 1h:47 - Spettatori: 950           | Developres Rzeszów | 3 - 1 | Branik     | 25-15, 25-20, 20-25, 27-25                          |
| 11 novembre 2017 PalaVerde, Villorba Durata: 0h:57 - Spettatori: 3 000             | Imoco              | 3 - 0 | Sliedrecht | 25-10, 25-12, 25-7                                  |

#### Squadre qualificate
- Marica
- Imoco
- Developres Rzeszów
- VakıfBank

### Fase a gironi
I gironi sono stati sorteggiati il 17 novembre 2017 a Mosca.
| Girone A           | Girone B   | Girone C      | Girone D       |
| ------------------ | ---------- | ------------- | -------------- |
| Alba-Blaj          | Imoco      | Vizura        | Galatasaray    |
| ASPTT Mulhouse     | Fenerbahçe | Dinamo-Kazan  | VakıfBank      |
| Developres Rzeszów | AGIL       | Chemik Police | Budowlani Łódź |
| Volero Zurigo      | Prostějov  | Marica        | Dinamo Mosca   |

#### Girone A

##### Risultati
| 13 dicembre 2017 Sala Transilvania, Sibiu Durata: 1h:55 - Spettatori: 1 750    | Alba-Blaj          | 3 - 1 | Volero Zurigo      | 26-24, 25-22, 24-26, 25-21        |
| 13 dicembre 2017 Hala Podpromie, Rzeszów Durata: 1h:48 - Spettatori: 830       | Developres Rzeszów | 3 - 1 | ASPTT Mulhouse     | 25-18, 20-25, 25-14, 25-17        |
| 11 gennaio 2018 Saalsporthalle, Zurigo Durata: 2h:06 - Spettatori: 850         | Volero Zurigo      | 2 - 3 | ASPTT Mulhouse     | 19-25, 19-25, 25-23, 25-23, 10-15 |
| 11 gennaio 2018 Hala Podpromie, Rzeszów Durata: 1h:20 - Spettatori: 725        | Developres Rzeszów | 0 - 3 | Alba-Blaj          | 19-25, 25-27, 17-25               |
| 24 gennaio 2018 Palais des Sports, Mulhouse Durata: 2h:00 - Spettatori: 1 900  | ASPTT Mulhouse     | 1 - 3 | Alba-Blaj          | 20-25, 25-20, 16-25, 20-25        |
| 25 gennaio 2018 Saalsporthalle, Zurigo Durata: 1h:14 - Spettatori: 870         | Volero Zurigo      | 3 - 0 | Developres Rzeszów | 26-24, 25-19, 25-13               |
| 7 febbraio 2018 Sala Transilvania, Sibiu Durata: 2h:17 - Spettatori: 1 900     | Alba-Blaj          | 3 - 2 | ASPTT Mulhouse     | 15-25, 25-21, 20-25, 28-26, 15-13 |
| 7 febbraio 2018 Hala Podpromie, Rzeszów Durata: 1h:45 - Spettatori: 820        | Developres Rzeszów | 1 - 3 | Volero Zurigo      | 16-25, 25-18, 22-25, 22-25        |
| 21 febbraio 2018 Palais des Sports, Mulhouse Durata: 2h:07 - Spettatori: 1 700 | ASPTT Mulhouse     | 1 - 3 | Volero Zurigo      | 24-26, 25-20, 22-25, 19-25        |
| 22 febbraio 2018 Sala Transilvania, Sibiu Durata: 1h:37 - Spettatori: 1 700    | Alba-Blaj          | 3 - 1 | Developres Rzeszów | 25-15, 25-16, 20-25, 25-12        |
| 27 febbraio 2018 Saalsporthalle, Zurigo Durata: 1h:20 - Spettatori: 1 260      | Volero Zurigo      | 3 - 0 | Alba-Blaj          | 25-22, 25-15, 25-9                |
| 27 febbraio 2018 Palais des Sports, Mulhouse Durata: 1h:56 - Spettatori: 1 500 | ASPTT Mulhouse     | 1 - 3 | Developres Rzeszów | 23-25, 14-25, 25-23, 17-25        |

##### Classifica
| Pos | Squadra            | Pt | G | V | P | SV | SP | Ratio | PF  | PS  | Ratio |
| --- | ------------------ | -- | - | - | - | -- | -- | ----- | --- | --- | ----- |
| 1.  | Alba-Blaj          | 14 | 6 | 5 | 1 | 15 | 8  | 1,875 | 516 | 488 | 1,057 |
| 2.  | Volero Zurigo      | 13 | 6 | 4 | 2 | 15 | 8  | 1,875 | 531 | 488 | 1,088 |
| 3.  | Developres Rzeszów | 6  | 6 | 2 | 4 | 8  | 14 | 0,571 | 463 | 494 | 0,937 |
| 4.  | ASPTT Mulhouse     | 3  | 6 | 1 | 5 | 9  | 17 | 0,529 | 545 | 585 | 0,931 |

#### Girone B

##### Risultati
| 12 dicembre 2017 Sport Centrum, Prostějov Durata: 1h:43 - Spettatori: 1 300          | Prostějov  | 1 - 3 | Fenerbahçe | 25-20, 14-25, 19-25, 21-25        |
| 13 dicembre 2017 PalaVerde, Villorba Durata: 1h:36 - Spettatori: 3 430               | Imoco      | 3 - 1 | AGIL       | 25-23, 25-18, 20-25, 25-14        |
| 11 gennaio 2018 Burhan Felek Spor Salonu, Istanbul Durata: 2h:04 - Spettatori: 700   | Fenerbahçe | 2 - 3 | AGIL       | 26-24, 25-19, 22-25, 19-25, 6-15  |
| 10 gennaio 2018 PalaVerde, Villorba Durata: 1h:44 - Spettatori: 2 930                | Imoco      | 3 - 1 | Prostějov  | 25-14, 21-25, 25-16, 25-17        |
| 25 gennaio 2018 PalaTerdoppio, Novara Durata: 1h:37 - Spettatori: 1 900              | AGIL       | 3 - 1 | Prostějov  | 25-12, 25-13, 22-25, 25-14        |
| 25 gennaio 2018 Burhan Felek Spor Salonu, Istanbul Durata: 2h:06 - Spettatori: 1 050 | Fenerbahçe | 2 - 3 | Imoco      | 25-21, 27-25, 15-25, 17-25, 10-15 |
| 7 febbraio 2018 Sport Centrum, Prostějov Durata: 1h:15 - Spettatori: 820             | Prostějov  | 0 - 3 | AGIL       | 24-26, 13-25, 15-25               |
| 7 febbraio 2018 PalaVerde, Villorba Durata: 2h:17 - Spettatori: 3 530                | Imoco      | 3 - 2 | Fenerbahçe | 20-25, 18-25, 25-18, 25-22, 15-11 |
| 22 febbraio 2018 PalaTerdoppio, Novara Durata: 1h:19 - Spettatori: 3 000             | AGIL       | 3 - 0 | Fenerbahçe | 25-23, 25-18, 25-13               |
| 21 febbraio 2018 Sport Centrum, Prostějov Durata: 1h:12 - Spettatori: 800            | Prostějov  | 0 - 3 | Imoco      | 21-25, 21-25, 15-25               |
| 27 febbraio 2018 Burhan Felek Spor Salonu, Istanbul Durata: 1h:42 - Spettatori: 300  | Fenerbahçe | 3 - 1 | Prostějov  | 25-23, 23-25, 25-13, 25-10        |
| 27 febbraio 2018 PalaTerdoppio, Novara Durata: 1h:50 - Spettatori: 2 280             | AGIL       | 3 - 1 | Imoco      | 25-16, 29-27, 23-25, 25-16        |

##### Classifica
| Pos | Squadra    | Pt | G | V | P | SV | SP | Ratio | PF  | PS  | Ratio |
| --- | ---------- | -- | - | - | - | -- | -- | ----- | --- | --- | ----- |
| 1.  | AGIL       | 14 | 6 | 5 | 1 | 16 | 7  | 2,285 | 528 | 447 | 1,181 |
| 2.  | Imoco      | 13 | 6 | 5 | 1 | 16 | 9  | 1,777 | 564 | 496 | 1,137 |
| 3.  | Fenerbahçe | 9  | 6 | 2 | 4 | 12 | 14 | 0,857 | 540 | 547 | 0,987 |
| 4.  | Prostějov  | 0  | 6 | 0 | 6 | 4  | 18 | 0,222 | 395 | 537 | 0,735 |

#### Girone C

##### Risultati
| 12 dicembre 2017 Šumice Sport Center, Belgrado Durata: 1h:15 - Spettatori: 2 050           | Vizura        | 0 - 3 | Chemik Police | 17-25, 21-25, 14-25               |
| 13 dicembre 2017 Kolodruma, Plovdiv Durata: 1h:28 - Spettatori: 2 650                      | Marica        | 0 - 3 | Dinamo-Kazan  | 19-25, 23-25, 23-25               |
| 10 gennaio 2018 Arena Szczecin, Stettino Durata: 1h:24 - Spettatori: 2 603                 | Chemik Police | 0 - 3 | Dinamo-Kazan  | 17-25, 20-25, 19-25               |
| 11 gennaio 2018 Kolodruma, Plovdiv Durata: 1h:52 - Spettatori: 3 800                       | Marica        | 1 - 3 | Vizura        | 17-25, 25-22, 17-25, 13-25        |
| 25 gennaio 2018 Centr volejbola Sankt-Peterburg, Kazan' Durata: 1h:17 - Spettatori: 1 500  | Dinamo-Kazan  | 3 - 0 | Vizura        | 25-18, 25-23, 25-11               |
| 24 gennaio 2018 Arena Szczecin, Stettino Durata: 1h:23 - Spettatori: 2 939                 | Chemik Police | 3 - 0 | Marica        | 25-16, 26-24, 25-12               |
| 6 febbraio 2018 Šumice Sport Center, Belgrado Durata: 1h:14 - Spettatori: 920              | Vizura        | 0 - 3 | Dinamo-Kazan  | 12-25, 16-25, 18-25               |
| 8 febbraio 2018 Kolodruma, Plovdiv Durata: 2h:28 - Spettatori: 2 500                       | Marica        | 2 - 3 | Chemik Police | 19-25, 25-18, 25-23, 20-25, 11-15 |
| 21 febbraio 2018 Centr volejbola Sankt-Peterburg, Kazan' Durata: 1h:47 - Spettatori: 1 600 | Dinamo-Kazan  | 3 - 1 | Chemik Police | 24-26, 25-16, 25-23, 25-14        |
| 20 febbraio 2018 Šumice Sport Center, Belgrado Durata: 1h:23 - Spettatori: 1 050           | Vizura        | 3 - 0 | Marica        | 25-23, 25-19, 25-14               |
| 27 febbraio 2018 Arena Szczecin, Stettino Durata: 2h:16 - Spettatori: 2 850                | Chemik Police | 3 - 2 | Vizura        | 22-25, 25-23, 19-25, 25-19, 19-17 |
| 27 febbraio 2018 Centr volejbola Sankt-Peterburg, Kazan' Durata: 1h:47 - Spettatori: 1 560 | Dinamo-Kazan  | 3 - 1 | Marica        | 25-23, 21-25, 25-15, 25-6         |

##### Classifica
| Pos | Squadra       | Pt | G | V | P | SV | SP | Ratio | PF  | PS  | Ratio |
| --- | ------------- | -- | - | - | - | -- | -- | ----- | --- | --- | ----- |
| 1.  | Dinamo-Kazan  | 18 | 6 | 6 | 0 | 18 | 2  | 9,000 | 495 | 367 | 1,348 |
| 2.  | Chemik Police | 10 | 6 | 4 | 2 | 13 | 10 | 1,300 | 502 | 487 | 1,030 |
| 3.  | Vizura        | 7  | 6 | 2 | 4 | 8  | 13 | 0,615 | 431 | 463 | 0,930 |
| 4.  | Marica        | 1  | 6 | 0 | 6 | 4  | 18 | 0,222 | 414 | 525 | 0,788 |

#### Girone D

##### Risultati
| 21 dicembre 2017 Atlas Arena, Łódź Durata: 1h:23 - Spettatori: 1 500                | Budowlani Łódź | 0 - 3 | Dinamo Mosca   | 18-25, 20-25, 23-25              |
| 14 dicembre 2017 VakıfBank Spor Sarayı, Istanbul Durata: 1h:57 - Spettatori: 1 986  | VakıfBank      | 3 - 1 | Galatasaray    | 25-22, 25-18, 23-25, 26-24       |
| 9 gennaio 2018 Dvorec Sporta Dinamo, Mosca Durata: 1h:48 - Spettatori: 1 300        | Dinamo Mosca   | 1 - 3 | Galatasaray    | 21-25, 18-25, 25-23, 17-25       |
| 10 gennaio 2018 VakıfBank Spor Sarayı, Istanbul Durata: 1h:44 - Spettatori: 1 503   | VakıfBank      | 3 - 1 | Budowlani Łódź | 25-16, 24-26, 25-15, 25-16       |
| 23 gennaio 2018 Burhan Felek Spor Salonu, Istanbul Durata: 1h:17 - Spettatori: 857  | Galatasaray    | 3 - 0 | Budowlani Łódź | 25-16, 25-21, 25-17              |
| 24 gennaio 2018 Dvorec Sporta Dinamo, Mosca Durata: 1h:18 - Spettatori: 2 400       | Dinamo Mosca   | 0 - 3 | VakıfBank      | 20-25, 22-25, 18-25              |
| 6 febbraio 2018 Atlas Arena, Łódź Durata: 1h:34 - Spettatori: 815                   | Budowlani Łódź | 1 - 3 | Galatasaray    | 9-25, 18-25, 25-13, 15-25        |
| 8 febbraio 2018 VakıfBank Spor Sarayı, Istanbul Durata: 1h:52 - Spettatori: 2 000   | VakıfBank      | 3 - 2 | Dinamo Mosca   | 22-25, 25-18, 25-11, 21-25, 15-9 |
| 20 febbraio 2018 Burhan Felek Spor Salonu, Istanbul Durata: 1h:39 - Spettatori: 913 | Galatasaray    | 3 - 1 | Dinamo Mosca   | 19-25, 25-22, 25-15, 25-21       |
| 20 febbraio 2018 Atlas Arena, Łódź Durata: 1h:17 - Spettatori: 1 200                | Budowlani Łódź | 0 - 3 | VakıfBank      | 13-25, 22-25, 16-25              |
| 27 febbraio 2018 Dvorec Sporta Dinamo, Mosca Durata: 1h:09 - Spettatori: 400        | Dinamo Mosca   | 3 - 0 | Budowlani Łódź | 25-12, 25-13, 25-20              |
| 27 febbraio 2018 Burhan Felek Spor Salonu, Istanbul Durata: 1h:53 - Spettatori: 900 | Galatasaray    | 1 - 3 | VakıfBank      | 21-25, 22-25, 25-22, 24-26       |

##### Classifica
| Pos | Squadra        | Pt | G | V | P | SV | SP | Ratio | PF  | PS  | Ratio |
| --- | -------------- | -- | - | - | - | -- | -- | ----- | --- | --- | ----- |
| 1.  | VakıfBank      | 17 | 6 | 6 | 0 | 18 | 5  | 3,600 | 554 | 453 | 1,223 |
| 2.  | Galatasaray    | 12 | 6 | 4 | 2 | 14 | 9  | 1,555 | 536 | 482 | 1,112 |
| 3.  | Dinamo Mosca   | 7  | 6 | 2 | 4 | 10 | 12 | 0,833 | 462 | 481 | 0,960 |
| 4.  | Budowlani Łódź | 0  | 6 | 0 | 6 | 2  | 18 | 0,111 | 351 | 487 | 0,720 |

### Play-off a 6

#### Andata
| 22 marzo 2018 Saalsporthalle, Zurigo Durata: 1h:18 - Spettatori: 2 360           | Volero Zurigo | 0 - 3 | VakıfBank    | 17-25, 22-25, 21-25              |
| 21 marzo 2018 PalaVerde, Villorba Durata: 1h:22 - Spettatori: 3 230              | Imoco         | 3 - 0 | Dinamo-Kazan | 25-19, 25-18, 25-17              |
| 21 marzo 2018 Burhan Felek Spor Salonu, Istanbul Durata: 2h:03 - Spettatori: 990 | Galatasaray   | 2 - 3 | AGIL         | 21-25, 25-7, 25-16, 21-25, 10-15 |

#### Ritorno
| 5 aprile 2018 VakıfBank Spor Sarayı, Istanbul Durata: 1h:10 - Spettatori: 1 700         | VakıfBank    | 3 - 0 | Volero Zurigo | 25-12, 25-14, 25-17               |
| 4 aprile 2018 Centr volejbola Sankt-Peterburg, Kazan' Durata: 2h:03 - Spettatori: 1 900 | Dinamo-Kazan | 3 - 2 | Imoco         | 25-15, 21-25, 20-25, 25-17, 15-13 |
| 5 aprile 2018 PalaTerdoppio, Novara Durata: 1h:52 - Spettatori: 3 360                   | AGIL         | 1 - 3 | Galatasaray   | 26-24, 20-25, 17-25, 19-25        |

#### Squadre qualificate
- Imoco
- Alba-Blaj[5]
- Galatasaray
- VakıfBank

### Final Four
|  | Semifinali  | Semifinali |                 |           | Finale      | Finale |
|  |             |            |                 |           |             |        |
|  | Alba-Blaj   | 3          |                 |           |             |        |
|  | Alba-Blaj   | 3          |                 |           |             |        |
|  | Galatasaray | 1          |                 |           |             |        |
|  | Galatasaray | 1          |                 | Alba-Blaj | 0           |        |
|  |             |            |                 | Alba-Blaj | 0           |        |
|  |             |            |                 |           | VakıfBank   | 3      |
|  | Imoco       | 2          |                 |           | VakıfBank   | 3      |
|  | Imoco       | 2          |                 |           |             |        |
|  | VakıfBank   | 3          |                 |           |             |        |
|  | VakıfBank   | 3          | Finale 3° posto |           |             |        |
|  |             |            |                 |           |             |        |
|  |             |            |                 |           | Galatasaray | 0      |
|  |             |            |                 |           | Galatasaray | 0      |
|  |             |            |                 |           | Imoco       | 3      |

#### Semifinali
| 5 maggio 2018 Sala Polivalentǎ, Bucarest Durata: 2h:03 - Spettatori: 4 500 | Alba-Blaj | 3 - 1 | Galatasaray | 23-25, 25-17, 25-22, 25-22        |
| 5 maggio 2018 Sala Polivalentǎ, Bucarest Durata: 2h:14 - Spettatori: 4 000 | Imoco     | 2 - 3 | VakıfBank   | 22-25, 21-25, 25-17, 25-15, 14-16 |

#### Finale 3º posto
| 6 maggio 2018 Sala Polivalentǎ, Bucarest Durata: 1h:16 - Spettatori: 1 800 | Galatasaray | 0 - 3 | Imoco | 17-25, 18-25, 20-25 |

#### Finale
| 6 maggio 2018 Sala Polivalentǎ, Bucarest Durata: 1h:10 - Spettatori: 5 000 | Alba-Blaj | 0 - 3 | VakıfBank | 17-25, 11-25, 17-25 |

## Premi individuali
| Premio                 | Nome            | Squadra   |
| ---------------------- | --------------- | --------- |
| MVP                    | Gözde Kırdar    | VakıfBank |
| Miglior palleggiatrice | Joanna Wołosz   | Imoco     |
| Miglior opposto        | Ana Cleger      | Alba-Blaj |
| Miglior schiacciatrice | Kimberly Hill   | Imoco     |
| Miglior schiacciatrice | Zhu Ting        | VakıfBank |
| Miglior centrale       | Milena Rašić    | VakıfBank |
| Miglior centrale       | Nneka Onyejekwe | Alba-Blaj |
| Miglior libero         | Gizem Örge      | VakıfBank |